# 沈应文
沈应文（1543年—1627年），字征甫，號雷門，浙江余姚县人。明朝政治人物。

## 生平
嘉靖四十三年（1564年）甲子科浙江鄉試第七十五名举人，隆庆二年（1568年），考中三甲进士，授池州府推官。有徽商被杀，无主名，应文行部青阳，鸦数百绕舆飞噪，应文曰：此间有逆旅乎！牵其人诘之，果得杀商者。历升吏部郎中，十一年二月出任江西按察司副使，十三年十一月升本省参政，改广西参政，十六年六月升本省按察使，十七年四月升广东右布政使，改江西左布政使。万历二十一年（1593年）四月，出任顺天府府尹。二十三年四月升南京大理寺卿，二十六年四月乞休归乡，十二月起升南京工部右侍郎。后丁艰归，三十二年十一月起任刑部右侍郎，三十三年（1605年）八月，署工部印。御史曹学程谏日本封事，系狱十年，应文疏请得改戍。咸宁知县满朝荐忤税阉梁永被逮，应文疏救之。三十六年八月任刑部尚书，屡引疾乞归，遂于万历三十八年（1610年）正月致仕。四十四年二月起复任南京吏部尚书，掌京察，天啓元年具疏乞休，许之，仍以覃庆给与恩典。天啓五年年八十三，遣官存问，又二年，天啓七年（1627年）因病卒于家中，赠太子太保，諡莊敏。

## 家族
曾祖沈德弘。祖父沈尧孚，县丞。父沈谱、母吴氏。具庆下。兄應欽。弟應麟、應暘。
子沈景初（万历四十一年进士），沈景夔、沈景怡
后人中有农学家沈宗瀚和将领沈澄年。

## 遗迹
- 《重修积庆寺碑记》，万历十七年（1589年）时任吏部尚书陈有年撰，顺天府尹沈应文篆额，行人司行人陈鍭书丹[3]

## 著作
- 《新修余姚县志》二十四卷[4]
- 《萬曆順天府志》